# Коель білоголовий
Кое́ль білоголовий (Cacomantis leucolophus) — вид зозулеподібних птахів родини зозулевих (Cuculidae). Мешкає на Новій Гвінеї. Раніше цей вид відносили до монотипового роду Білоголовий коель (Caliechthrus), однак за результатами молекулярно-філогенетичного дослідження від був переведений до роду Кукавка (Cacomantis).

## Поширення і екологія
Білоголові коелі мешкають на Новій Гвінеї та на сусідньому острові Салаваті в архіпелазі Раджа-Ампат. Вони живуть у вологих рівнинних і гірських тропічних лісах.